# U-104 (1940)
U-104 — большая океанская немецкая подводная лодка типа IX-B, времён Второй мировой войны. Заводской номер 967.
Введена в строй 19 августа 1940 года. Входила в 2-ю флотилию до 28 ноября 1940 года. Совершила 1 боевой поход, потопила 1 судно (8 240 брт) и повредила 1 судно (10 516 брт). Субмарина пропала 28 ноября 1940 года северо-западнее Ирландии.

## Потопленные суда
| Дата             | Тип            | Принадлежность | Дата           | Тоннаж (БРТ) | Груз                                                                       | Судьба    | Место                     |
| Charles F. Meyer | танкер         | Великобритания | 27 ноября 1940 | 10 516       |                                                                            | поврежден | 56°00′ с. ш. 13°52′ з. д. |
| Diplomat         | грузовое судно | Великобритания | 27 ноября 1940 | 8 240        | 4484 тонны хлопка, 2760 тонн железа и стали, 1603 тонны генерального груза | потоплен  | 55°42′ с. ш. 11°37′ з. д. |